# 랠리 카듀
랠리 커도(Lally Cadeau, 영어 발음: /kəˈdoʊ/, 1948년 1월 10일 ~ )는 캐나다의 배우이다.
벌링턴에서 태어났다.

## 출연 작품
- 깨어진 약속 (1992년)
- 이별의 바캉스 (1986년)
- 고독한 중년 (1983년)
- 비디오드롬 (1983년)

### 텔레비전
- 에이번리로 가는 길 (1990-96)